# Дужин, Сергей Васильевич
Сергей Васильевич Дужин (17 июня 1956, Давид-Городок — 1 февраля 2015, Санкт-Петербург) — российский математик, доктор физико-математических наук. Основные работы в области топологии, теории чисел, комбинаторики, дискретных динамических систем, геометрии дифференциальных уравнений.

## Биография
Окончил механико-математический факультет МГУ в 1978 году (кафедра высшей геометрии и топологии, научный руководитель — А. М. Виноградов). В 1983 году на том же факультете защитил кандидатскую диссертацию, посвящённую алгебро-топологическим инвариантам дифференциальных уравнений и слоений. В 2011 году в Санкт-Петербургском государственном университете защитил докторскую диссертацию, посвящённую комбинаторным аспектам инвариантов Васильева.
С 1985 по 2000 год работал в Институте программных систем имени А. К. Айламазяна РАН (с 1991 года — в должности заведующего лабораторией).
С 2000 года до конца жизни работал в Санкт-Петербургском отделении Математического института им. В. А. Стеклова РАН. Кроме основного места работы, по совместительству консультировал или работал в ряде научных и образовательных организаций, как российских, так и зарубежных. Например, занимал на неполную ставку должность главного научного сотрудника в ЦНИИ Морского флота (Санкт-Петербург), лаборатория морских спутниковых информационных систем (2011—2015).
Скоропостижно умер дома от инфаркта вечером 1 февраля 2015 года. Прощание прошло в Санкт-Петербурге 6 февраля.
Послужил прототипом профессора Потапова в «Записках гайдзина» Вадима Смоленского.